# Сафароглы, Башир
Башир Сафароглы (азерб. Bəşir Səfəroğlu; 11 марта 1925, Рустов, Кубинский район, Азербайджан — 23 марта 1969, Баку), при рождении Башир Сафар оглы Сафаров (азерб. Bəşir Səfər oğlu Səfərov) — азербайджанский советский актёр театра и кино, артист Азербайджанского театра музыкальной комедии, Народный артист Азербайджанской ССР (1968). Отец Народной артистки Азербайджана Афаг Баширгызы.

## Биография
Башир Сафар оглы Сафаров родился 11 марта 1925 года в селе Рустов Губинского района Азербайджанской ССР. Рос в бедной семье. Отца потерял рано, и детей воспитывала бабушка. Вскоре семья переехала в Баку. Сценический дебют Башира Сафар-оглы состоялся в раннем детстве на сцене Дома культуры имени Абилова, где его бабушка работала портнихой. В девять лет он сыграл здесь роль Гюндуза в самодеятельном спектакле «Севиль» по одноимённой пьесе Джафара Джаббарлы. Посещал театральный кружок Агали Дадашева.
В 1941 году началась Великая Отечественная война и Башир Сафаров не достигнув призывного возраста добровольцем отправился на фронт. Через год он получил контузию и был комиссован, после чего он не мог говорить и плохо слышал. Некоторое время работал шофёром, и записался в драматический кружок Клуба шофёров. Также он продолжал посещать кружок Агали Дадашева. В Клубе шофёров Сафаров был замечен комедийным актёром Лютфали Абдуллаевым, который пригласил его в Театр музыкальной комедии. По совету режиссёра Нияза Шарифова он часто посещал театры, а через некоторое время был принят в театральную труппу. В эти трудные годы своей жизни, Башир Сафар оглы во сне был сильно взволнован, после чего заговорил. Далее началась бурная актёрская деятельность Башира Сафар оглы. Помимо ролей в театре Башир-Сафароглы снялся и в таких фильмах, снятых на «Азербайджанфильм» как «Где Ахмед?» в роли алкоголика, «Улдуз» в роли Гюлюмсарова и в фильме «12 могил Ходжи Насреддина» («Таджикфильм»). В середине 1960-х годов в Азербайджанской Государственной Филармонии был создан театр миниатюр «Гялмяли, гёрмяли, гюлмяли…». Членами данного театра являлись народный артист Алиага Агаев, заслуженный артист Мухлис Джанизаде, Офелия Мамедзаде (Аббасова) и Башир Сафар-оглы. В этом коллективе Башир создавал сатирические роли. В 1963 году, когда театр музыкальной комедии Азербайджана гастролировал в Москве, Аркадий Райкин увидел игру Башира Сафар-оглы и назвал его «Южным Чаплиным».
В 1964 году актёр удостаивается звания Заслуженного артиста Азербайджана, в 1968 — ему присуждают звание Народного артиста. Через год, 23 марта, в возрасте 44 лет Башир Сафар-оглы скончался. Похоронен на Аллее почётного захоронения в Баку.

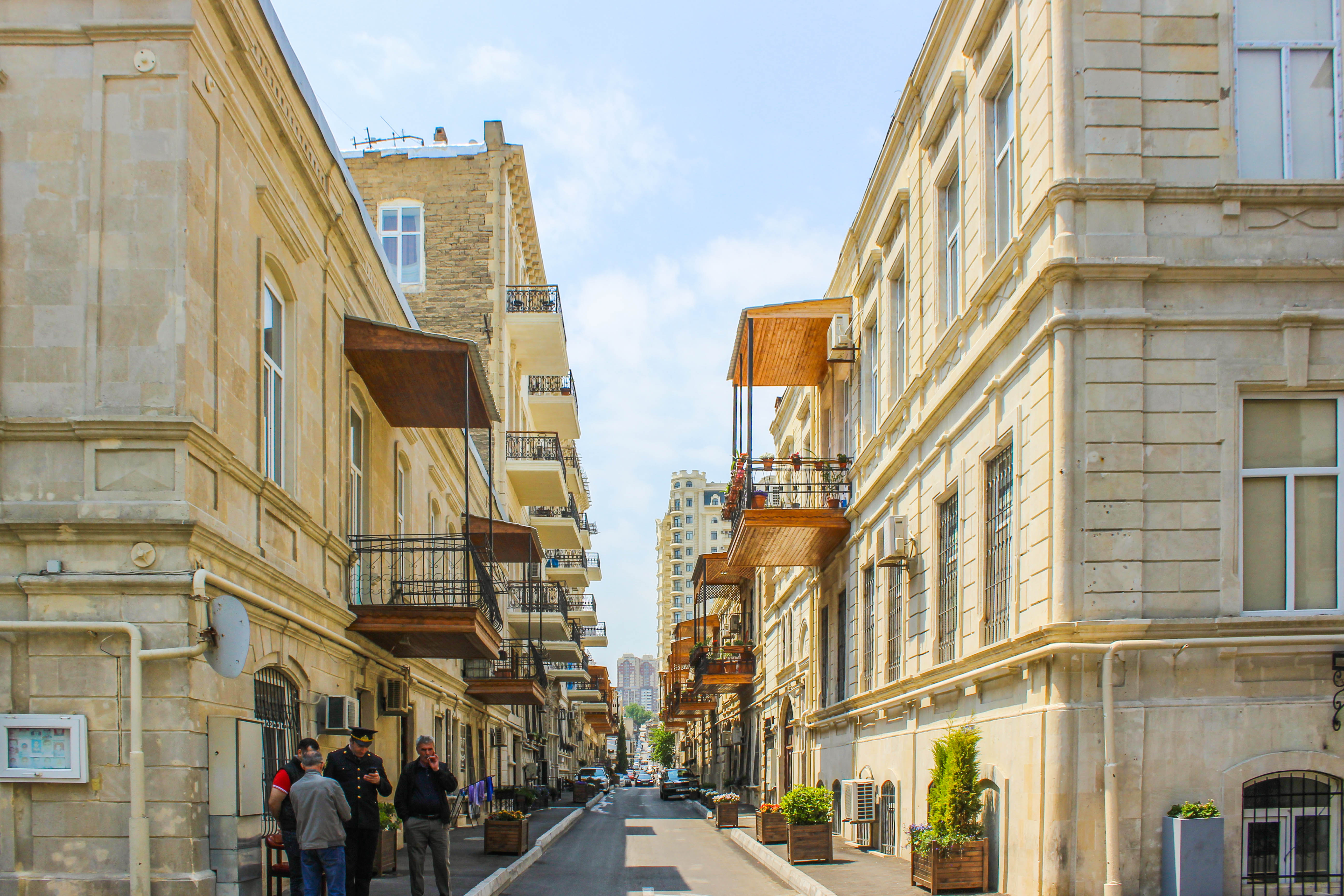
Улица Башира Сафароглу в Баку

## Память
Дочь актёра, Народная артистка Азербайджана Афаг Баширгызы является художественным руководителем театра «Башир», названного в честь отца. В 2002 году состоялось открытие театра им. Башира Сафароглу в Москве. В 2004 году на сцене Московского государственного театра сатиры состоялась первая премьера театра им. Башира Сафароглу.
Одна из центральных улиц города Баку а также дом культуры в городе Губа носят имя Башира Сафароглы. Режиссёр Рауф Кязымовски снял одноимённый документальный фильм посвящённый Баширу Сафароглы .

## Фильмография
- 1960 — Айгюн — колхозник
- 1961 — Странная история — Джамиль
- 1963 — Где Ахмед? — пьяный Ахмед
- 1964 — Улдуз (Звезда) — профессор Гюлюмсаров
- 1965 — Шерстяная шаль
- 1966 — 12 могил Ходжи Насреддина — Ходжа Насреддин (дублирует Е. Весник)
- 1966 — Жизнь хорошая штука, брат! — Зия